# Флаг Покровского сельского поселения (Ростовская область)
Флаг муниципального образования «Покро́вское сельское поселение» Неклиновского района Ростовской области Российской Федерации — опознавательно-правовой знак, служащий официальным символом муниципального образования.
Флаг утверждён [когда?] и 29 июня 2009 года внесён в Государственный геральдический регистр Российской Федерации с присвоением регистрационного номера 5077.

## Описание
«Флаг Покровского сельского поселения представляет собой прямоугольное красное полотнище с отношением ширины к длине 2:3, несущее вдоль нижнего края зелёную полосу в 7/30 полотнища; посередине красной части — белый покров над жёлто-чёрным цветком подсолнуха, посередине полосы — скрещённые золотые шашки в ножнах. Красное и зелёное поля разделены волнистой голубой линией, обрамлённой с обеих сторон такими же белыми линиями».

## Обоснование символики
Флаг Покровского сельского поселения языком символов и аллегорий отражает исторические, экономические и природные особенности района.
Деление полотнища символизирует географические особенности поселения — степные просторы отражены красным цветом, а богатая природа и большие урожаи — зелёным.
Положенные на зелёную полосу скрещённые шашки аллегорически показывает историческую связь Покровской земли с казачеством — ведь основали село Покровское запорожские и донские казаки.
Основой экономики сельского поселения является сельскохозяйственное производство, отражённое жёлтым цветком подсолнуха.
Подсолнух — символ плодородия, единства, солнечного света и процветания.
Жёлтый цвет (золото) — символ урожая, богатства, стабильности, уважения и интеллекта.
Изображение покрова на красной части символизирует название села Покровское, делая флаг гласным.
Белый цвет (серебро) — символ чистоты, совершенства, мира и взаимопонимания.
Красный цвет — символ мужества, силы, трудолюбия и красоты.
Зелёный цвет — символ богатой природы поселения, его развитое сельское хозяйство, символ надежды.
Волнистым синим поясом показана река Миус, проходящая через все село Покровское.